# 聖者傳圖 2
《聖者傳圖》是一幅元末明初時期中國南方沿海地區所繪製的摩尼教絹本彩畫，以三個場景描繪摩尼教的傳教歷史及其教會的建立，保存狀況完好無破損。這幅畫原係一幅大型摩尼教絹畫的一部份，繪製手法和藝術風格同《聖者傳圖 1》、《摩尼誕生圖》、《摩尼的父母》及《摩尼教宇宙圖》非常相似。該畫現為日本私人收藏，因在日本還有另一幅私人收藏的中國摩尼教絹畫稱作《聖者傳圖》，故此該畫命名為《聖者傳圖 2》以作區分。

## 描述
根據匈牙利亞洲宗教藝術史學家古樂慈的研究，這幅作品所描繪的內容接續《聖者傳圖 1》，用類似現在拼貼畫的手法呈現摩尼教團建立以後其教會的後續傳教史和發展史，三個場景以雲霧和山峰圖案隔開。左上方描繪七名平信徒在一所摩尼教聖祠進行禮拜，他們中有五名男子、一名女子和一名孩童，正向一座坐於蓮花臺上的摩尼雕像奉獻供品。這座摩尼像身着摩尼教特有的紅邊白袍，身後有綠色頭光及背光。雕像左右兩邊及後方站立三位穿着白袍的摩尼教選民。聖祠外面有三名男性樂手正在演奏，他們右邊有另外三名男子手擧旗幟條幅和華蓋。由該場景可知畫中描繪的是摩尼教會已經建立之後的情景，摩尼的雕像表明其已不在人世，他已經被信徒當作神明來供奉。
右上方的場景被一條靑綠山脈和白色帶天藍氤氳的雲霧同左邊場景隔開，描繪五名摩尼教平信徒，分別穿着綠、紅、黃、藍、白色長袍，正在向一名判官鞠躬致禮，表現他們對當地法律的遵守。
最後一個場景位於左下方，以一條白色雲河同左上方場景隔開。描繪一名穿紅邊白袍的導師，腦後有綠色頭光，他身後跟着四名選民。這五人在行走途中遇到一名平信徒向他們鞠躬致禮。

## 畫廊

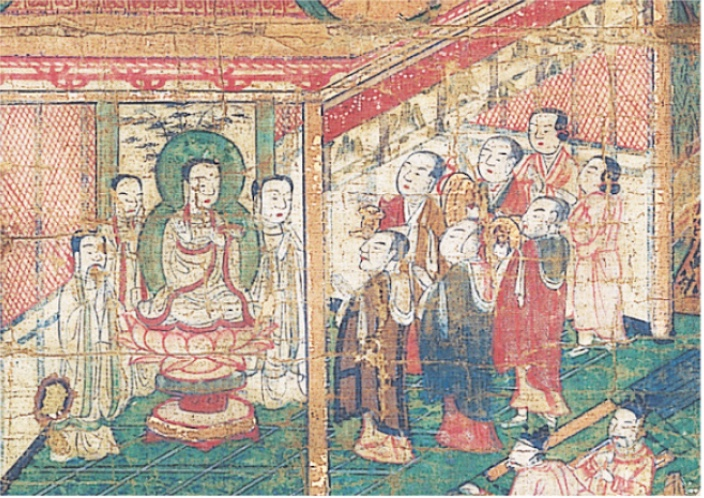
七名平信徒在聖祠內的摩尼像前禮拜
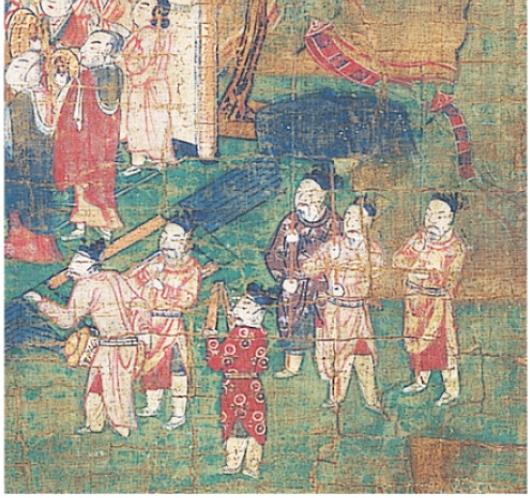
聖祠外演奏的樂手和撐旗幟華蓋的旗手
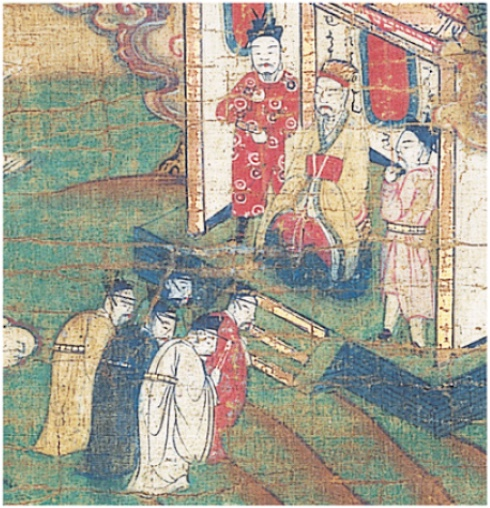
五名平信徒向一名判官鞠躬致禮
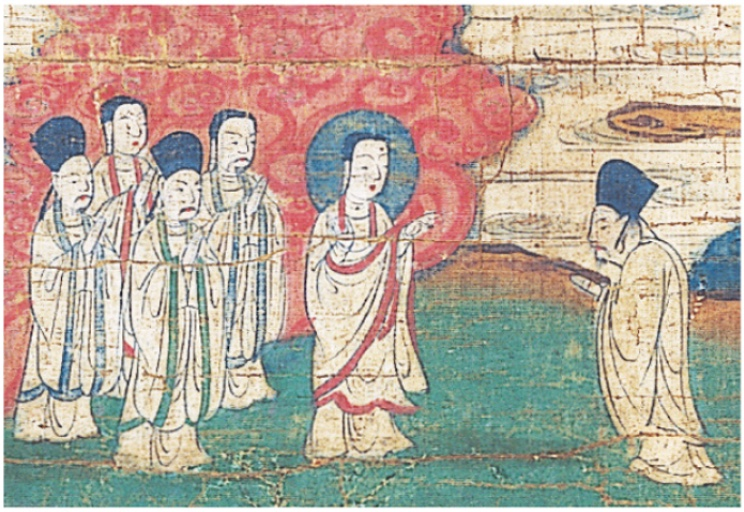
導師引領四名選民於途中偶遇一名平信徒

## 補說

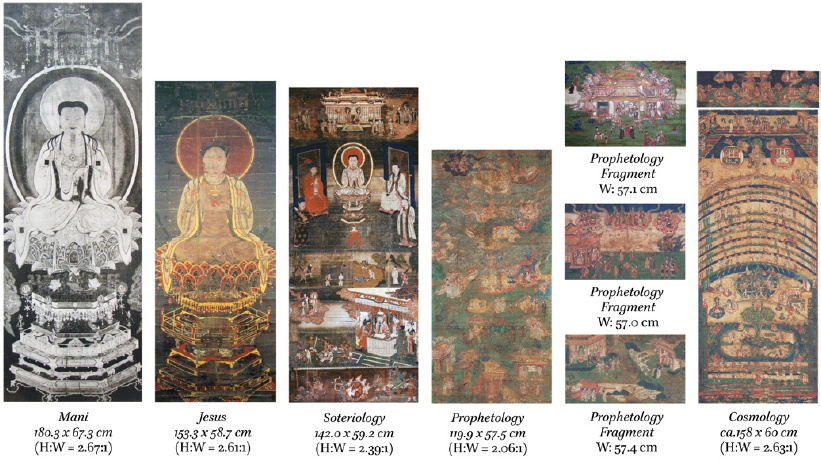
八幅絹畫圖集

目前已知的中國摩尼教絹畫掛軸包括《聖者傳圖 2》在內共八幅，可分為四大類：
單體神像兩幅（描繪摩尼和耶穌）
- 摩尼像
- 夷數佛幀

描繪救贖論（Soteriology）的畫軸一幅
- 冥王聖幀

描繪先知論（Prophetology）的畫軸四幅
- 摩尼的父母
- 摩尼誕生圖
- 聖者傳圖 1
- 聖者傳圖 2

描繪宇宙論（Cosmology）的畫軸一幅
- 摩尼教宇宙圖